# Huisseau-en-Beauce
Huisseau-en-Beauce település Franciaországban, Loir-et-Cher megyében. Lakosainak száma 410 fő (2022. január 1.). Huisseau-en-Beauce Ambloy, Marcilly-en-Beauce, Nourray, Saint-Amand-Longpré, Villerable és Villiersfaux községekkel határos.

## Népesség
A település népességének változása:
| Lakosok száma | 296  | 260  | 316  | 393  | 407  | 419  | 423  | 416  | 413  | 410  |
|               | 1968 | 1982 | 1990 | 2006 | 2013 | 2015 | 2017 | 2019 | 2020 | 2022 |